# リベラルの会
リベラルの会（リベラルのかい）は、民主党にかつて存在していたグループ。通称、近藤グループ。2021年11月より会長の近藤は立憲民主党のサンクチュアリの代表に就任している。

## 沿革
2004年8月2日、イラク日本人人質事件に際して4月14日に日本外国特派員協会で自衛隊の撤退を求める緊急アピール を発表した民主党議員が中心となり、護憲派・リベラル系の当時当選3回以下の若手議員53名が集まって結成された。当初から代表を置かず生方幸夫ら世話人20人（うち代表世話人10人）による集団指導体制を敷いていた。
当初50人以上いたメンバーは、民主党内で独自の代表候補擁立に至らなかったこと、その他の政策活動で必ずしもまとまっていないことなどから、元のグループへ戻ったり無派閥となったりしたため、メンバー数を減少させていった。さらに、2005年9月の郵政選挙で母体の若手メンバーの多くが落選したため、会の存続すら危ぶまれたが、平岡秀夫・近藤昭一を代表世話人とすることによって活動を再開した。

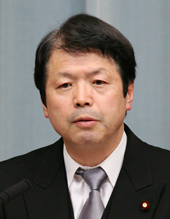
代表世話人を務めた平岡秀夫

2006年4月には雑誌『世界』にて「民主党が目指すべき安全保障」を発表し、当時、集団的自衛権行使容認・中国脅威論に舵を切っていた前原誠司代表を牽制するなど独自の存在感を持っていた。
2008年7月15日から北海道支笏湖畔で合宿を行い、7月16日に政策提言「『思いやりの国・日本』を目指して」 を取りまとめた。一方、9月の代表選への独自候補擁立は見送られた。
2009年5月の代表選では自主投票としたが、鳩山由紀夫には憲法改正、岡田克也には野党・労組等との共闘についてただし、両者から「『思いやりの国・日本』を目指して」への賛同を引き出した。
2010年6月の代表選ではリベラルの会として菅直人を支持した。
9月の代表選では菅再選支持を留保し、米軍普天間基地の国外移設などを求める政策提言 を提示して候補者の選考を図ったが、菅も対立候補の小沢一郎も政策提言の内容をほぼ受け入れたうえ、菅支持派と小沢支持派に割れたため、9月3日に自主投票を決定した（近藤は菅を支持した）。
12月の防衛大綱の改定で武器輸出三原則が見直されようした際には、11月11日に慎重対応を要請し、11月29日に反対声明を発表するなど、政府・与党に対して異論を提起した。
2011年8月の代表選では代表世話人を務めた平岡が出馬に意欲を見せたが、推薦人が集まらず断念した。近藤は小沢グループ依存の海江田万里と折り合わず、1回目の投票ではかつて激しく対立した前原に、決選投票では野田佳彦に投票し、メンバーを驚かせた。野田が代表に選出された後の内閣人事では平岡が法務大臣として初入閣した。
2012年9月の代表選では、米軍岩国基地へのオスプレイ配備に対する反発などを背景に、平岡が「民主党復活会議」の結成に参加して野田の対立候補擁立に動き、近藤が赤松広隆の推薦人となった。
12月の第46回衆議院議員総選挙では平岡が落選し、近藤も小選挙区で敗れるなど、大幅にメンバーを減少させた。12月の代表選ではサンクチュアリ・リベラルの会・素交会のメンバーの間で海江田推薦が取り決められた。
2013年7月の第23回参議院議員通常選挙では松野信夫ほか7名の改選議員がいたが、松野は落選した。
2014年12月の第47回衆議院議員総選挙後に行われた2015年1月の代表選ではメンバーの篠原孝が出馬に意欲を見せたが、リベラル系の候補者を長妻昭に一本化するために断念し、近藤が長妻陣営の選挙対策本部長に就任した。また、メンバーが重なる立憲フォーラムは細野豪志不支持の方針で一致した。2016年3月に民進党が結党される。
2021年11月にグループ代表である近藤が引退した赤松に代わり、立憲民主党のサンクチュアリの代表に就任している。

## 所属していた国会議員一覧

### 衆議院議員
立憲民主党
- 近藤昭一[注 1][注 2][注 3]（10回、愛知3区）
- 篠原孝[注 4][29][30][注 2]（8回、長野1区）
- 川内博史[注 1][注 5]（8回、鹿児島1区）
- 寺田学[注 2][注 6]（7回、比例東北・秋田1区）
- 西村智奈美[注 1][注 2][注 7]（7回、新潟1区）
- 平岡秀夫[注 1]（6回、比例中国・山口2区）

### 元衆議院議員
立憲民主党
- 本多平直[注 1][注 8]（3回、比例北海道・北海道4区）
- 小林千代美[注 1]（2回、北海道5区）
- 藤田一枝[注 1][注 9]（2回、福岡3区）

民進党
- 石毛鍈子[注 1]（4回、比例東京）
- 園田康博（3回、岐阜3区）
- 稲見哲男[注 1]（2回、比例近畿・大阪5区）
- 大出彰[注 1]（2回、比例南関東）
- 楢崎欣弥[注 1]（2回、比例九州・福岡4区）
- 斎藤勁（1回・参院2回、比例南関東）
- 島田久[注 1]（1回、比例東京・東京25区）

自由民主党
- 岩國哲人[29]（4回、比例南関東・神奈川8区）

れいわ新選組
- 辻恵[注 1][注 10]（2回、比例近畿・大阪17区）

無所属
- 生方幸夫[注 1][注 3]（6回、比例南関東・千葉6区）
- 郡和子[注 11]（4回、比例東北・宮城1区）
- 中川治[注 1][注 12]（2回、大阪18区）
- 水島広子[注 1]（2回、比例北関東・栃木1区）

### 元参議院議員
立憲民主党
- 白眞勲[注 1][注 2][注 13]（3回、比例区）
- 犬塚直史（1回、長崎県）
- 松野信夫[注 1]（1回・衆院1回、熊本県）

民進党
- 岡崎トミ子（3回・衆院2回、宮城県）
- 簗瀬進[注 1]（2回・衆院2回、栃木県）
- 今野東[注 1]（1回・衆院2回、比例区）
- 中村哲治[注 14]（1回・衆院2回、奈良県）

自由民主党
- 藤末健三[注 15]（3回、比例区）

無所属
- 田城郁（2回、比例区）
- 川上義博[注 16]（1回・衆院1回、鳥取県）